# Fortuné-Klasse
Die Fortuné-Klasse war eine Klasse von zwei 56-Kanonen-Linienschiffen der französischen Marine, die von 1689 bis 1715 in Dienst stand.

## Geschichte
Die Klasse wurde von dem Marinearchitekten Laurent Coulomb entworfen und von diesem und seinem Sohn François Coulomb im Marinearsenal von Toulon zwischen 1688 und 1690 gebaut.

## Einheiten
| Name    | Bauwerft          | Kiellegung     | Stapellauf    | Indienststellung | Verbleib |
| ------- | ----------------- | -------------- | ------------- | ---------------- | --- |
| Fortuné | Arsenal de Toulon | September 1688 | 16. Juli 1689 | Februar 1790     | Am 21. August 1707 in Toulon verbrannt (Belagerung von Toulon)                                                                               |
| Fleuron | Arsenal de Toulon | Oktober 1688   | 21. Juli 1689 | 1689             | Im Juni 1707 in Toulon selbstversenkt (Belagerung von Toulon), gehoben und instand gesetzt; Verwendung als Hulk ab 1715, ab 1722 abgebrochen |

## Technische Beschreibung
Die Klasse war als Batterieschiff mit zwei durchgehenden Geschützdecks konzipiert und hatte eine Länge von 42,88 Metern (Geschützdeck) bzw. 35,08 Metern (Kiel), eine Breite von 11,69 Metern und einen Tiefgang von 5,25 Metern bei einer Vermessung von 900 tons (bm). Sie waren Rahsegler mit drei Masten (Fockmast, Großmast und Kreuzmast). Auf der Spitze des Bugspriets war zudem noch eine Mars und ein weiterer kleiner Mast, der Sprietmast angebracht, an dem ebenfalls noch ein kleines Rahsegel gesetzt werden konnte. Der Rumpf schloss im Heckbereich mit einem Heckspiegel, in den Galerien integriert waren, die in die seitlich angebrachten Seitengalerien mündeten.  Die Beplankung des Schiffes war kraweel ausgeführt, das heißt, die Enden der Planken stießen stumpf aufeinander, so dass eine glatte Außenfläche entstand.
Die Bewaffnung der Klasse bestand bei Indienststellung aus 56 Kanonen variierte aber in Anzahl und Kaliber im Laufe der Dienstzeit.
|      | Unteres Batteriedeck           | Oberes Batteriedeck | Backdeck      | Achterdeck    | Kanonen (Geschossgewicht) |
| ---- | ------------------------------ | ------------------- | ------------- | ------------- | ------------------------- |
| 1699 | 8 × 24-Pfünder 14 × 18-Pfünder | 24 × 12-Pfünder     | 8 × 6-Pfünder | 8 × 6-Pfünder | 54 Kanonen (190,91 kg)    |

## Besatzung
Die Besatzung hatte im Frieden eine Stärke von 287 Mann und im Kriegsfall auf 357 Mann (7 Offiziere und 280 bzw. 350 Unteroffiziere bzw. Mannschaften).

## Bemerkungen
1. ↑  Bei der Berechnung des Gewichtes einer Breitseite kann es zu Unterschieden kommen, da in der damaligen Zeit ein Pfund, je nach Land, unterschiedliche Gewichtswerte hatte. Das französische Livre hatte z. B. ein Gewicht von 489,506 Gramm während das englische Pound ein Gewicht von 453,592 Gramm hatte.